# São Bento do Una
Pour les articles homonymes, voir São Bento.
São Bento do Una est une municipalité brésilienne située dans l'État du Pernambouc.